# Hrvoje Henjak
Hrvoje Henjak (Spalato, 27 settembre 1978) è un ex cestista croato.

## Carriera
Con la Croazia ha disputato i Campionati europei del 1999.

## Palmarès
- Coppa di Croazia: 1

Spalato: 1997